# فارع (اسم)
فارع هو اسم علم مذكر من أصل عربي، ومعناه هو المرتفع الحسن الصاعد العالي شرفًا، وفرع الرجل بالقوم نزل بهم فهو مستفل.

## شخصيات تحمل الاسم
- فارع المسلمي (كاتب يمني، 1990 – )

## وصلات خارجية
- موسوعة السلطان قابوس لأسماء العرب نسخة محفوظة 5 أبريل 2019 على موقع واي باك مشين.